# Ёса Бусон
Ёса Бусон, также Буссон, Еса, Эса, Тэсо, Пса, Танигути и др. псевдонимы (яп. 与謝蕪村; 1716 год, Кэма в провинции Сэтцу (сейчас это Миякодзима — один 24-х районов Осаки), Япония — 25 декабря 1783 года, Киото) — японский поэт XVIII века, мастер жанра «хайку», также известен как писатель, эссеист и художник. Наряду с Мацуо Басё и Кобаяси Иссой, Бусон считается одним из величайших японских поэтов периода Эдо.

## Биография
Бусон — это псевдоним, которым поэт подписывал свои произведения в зрелые годы. До этого он использовал другие псевдонимы. Постоянное применение псевдонимов характерно для японской культуры. В Японии не было принято заниматься поэзией вне какой-то школы или течения. Поэтому, начиная публиковать свои стихи, поэт в обязательном порядке становился членом поэтического общества, и, согласно традиции, в этот момент должен был избрать себе псевдоним. Псевдоним позволял ощутить себя как человека, испытавшего новый поворот в своей духовной жизни, а поскольку таких поворотов могло быть много, да и поэтические школы могли меняться, то и псевдонимы могли меняться или накапливаться.
Бусон родился в деревне Кэма провинции Сэтцу. Настоящее имя его неизвестно. Считается, что он был сыном деревенского старосты по имени Танигути (отсюда псевдоним Танигути). Мать была родом из местечка Ёса, поэтому впоследствии поэт часто называл себя Ёса Бусон. Бусон получил хорошее образование, читал китайских и японских классиков, учился живописи. Рано потеряв родителей, в двадцатилетнем возрасте уехал в Эдо (ныне Токио), где изучал поэзию и живопись под руководством Хаяно Хадзина (1676—1742) — одного из крупнейших мастеров хайкай того времени, продолжавшего линию Басё. В 1751 году переселился в Киото. Бусон никогда, даже добившись определённых успехов, признания и материального благополучия, не возвращался на родину. Причины этого неизвестны. Между тем в поэтическом творчестве Бусона очень сильны настроения ностальгии. Есть даже целый ностальгический цикл «Весенний ветерок над дамбой Кэма».
Под влиянием своего кумира Басё, Бусон много путешествовал по Японии (около 10 лет), в частности по северным окрестностям Хонсю, которые вдохновили в своё время Басё на написание его знаменитого дневника «По тропинкам Севера». Бусон то жил у своего друга поэта Ганто в местечке Юки, то бродил по району Тохоку. В отличие от Басё, Бусон не оставил цельных прозаических произведений. В 1744 году он опубликовал заметки («хайбун» — японская форма эссе) о своих странствиях, впервые использовав имя Бусон в качестве своего псевдонима. В дальнейшем Бусон станет его основным поэтическим псевдонимом; как художник он был известен под именем Тэсо.

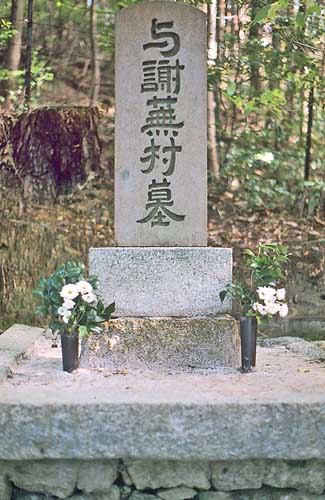
Могила Бусона в Компукудзи, Киото

В возрасте 45 лет Бусон женился, у него родилась дочь Куно. Обосновавшись после своих путешествий навсегда в Киото, Бусон преподавал и писал поэзию в Сумия, чайном домике, сохранившемся в Симабаре до сих пор. В 1770 году Бусон был объявлен главой школы поэтов «Полночная беседка», как преемник Хадзина. Бусон принял псевдоним своего учителя Хадзина и стал писать под именем Яхантэй (яп. 夜半亭). Бусон получил звание «тэндзя», которое давало право быть судьёй на поэтических турнирах. Это было не только почётное, но и выгодное звание, так как за судейство хорошо платили. С этого времени Бусон смог гораздо больше внимания, чем раньше, уделять поэзии, потому что теперь он мог зарабатывать и в этой области, а не только, как художник. Именно в последние 15 лет жизни Бусон и написал лучшие из своих стихотворений, став с 1770 года профессиональным поэтом.
Бусон умер в возрасте 68 лет и был похоронен в Киото.

## Кризис поэзии хайкай и Бусон
Согласно Соколовой-Делюсиной, переводившей произведения Бусона на русский язык (сборник «Японская поэзия», изданный издательством «Северо-Запад» в 2000 году), с именем Бусона связан новый расцвет жанра хайку, после упадка в первую половину XVIII века. Школа Басё распалась на множество соперничающих друг с другом мелких группировок. Возвышенность языка и образов стали подменяться просторечием и бытовизмом. Это явление не было однозначным. По сути, хайку стал делиться на два принципиально разных жанра, совпадающих по форме: поэзия возвышенных чувств и юмористическая поэзия-шутка. Второе направление называется «сэнрю» и близко по духу к скетчу и анекдоту в европейской смеховой культуре. Жанр шуточной поэзии быстро стал очень популярным, потому что легко воспринимался даже совершенно неискушёнными в поэзии слушателями и создавал массу возможностей для импровизаций.
Не только появление шуточной поэзии угрожало традициям, созданным Басё. Ко времени Бусона и «возвышенный» жанр хайку стал превращаться в игру на заданные темы. Об общем упадке хайку достоверно говорит факт общего снижения уровня поэтического мастерства. Это очень важный и объективный показатель, потому что живая традиция, сохранившая свежесть восприятия, всегда позволяет даже второстепенным поэтам писать качественные, содержательные стихи, пишет Соколова-Делюсина. Когда же традиция перестаёт быть животворным источником и незаметно формализуется, наступает эпоха бессодержательной игры форм. Хорошо известные приёмы позволяли бесконечно тиражировать одни и те же мотивы, дух творчества и поиска новизны угас. При этом новизной в японской традиции называется совсем не новое, как это принято в Европе с конца XVIII века, а возвращение к духовным источникам. Это новое возвращение в вечно повторяющемся круге времён, точно так же, как вечно повторяются времена года.
Сам по себе этот процесс застоя после ухода Басё был закономерен, потому что любое движение в искусстве связано всегда с появлением новых крупных мастеров, когда же их нет, неизбежно начинается процесс формализации и вульгарности. Место творчества занимают повторения, а стремление к новизне подменяется вульгарностью, как самым лёгким способом произвести впечатление. Это естественное явление, потому что большие художники появляются так же стихийно, как и все явления природы. Периоды отсутствия ярких талантов неизбежны в любом виде творчества, в любой стране и в любую эпоху. Каждый раз в такие периоды происходит одно и то же, но, если в европейской традиции последних двух столетий новое движение начинается со слома традиций, в Японии новое движение начинается с возвращения духа традиций, очищения от формализма, нового прихода к глубине и силе чувств. Именно это и принёс в японскую поэзию Ёса Бусон. Возможно, его появление было связано с единственным положительным явлением в эпоху кризиса хокку после Басё — проникновением хайку в провинцию из столичных городов. Именно из провинции и пришёл в японскую поэзию Ёса Бусон.

## Возрождение традиций в творчестве Бусона
Бусон стремился возродить высокий стиль поэзии Мацуо Басё. Постепенно он стал главной фигурой в движении, известном как «возвращение к Басё». В 1776 году Бусон вместе с друзьями восстановили хижину Басё, где стали проводить регулярные встречи поэтов, стремившихся вернуть хокку принципы Басё. Бусон также подготовил несколько свитков и ширм со стихами Басё и собственными иллюстрациями. Один из этих свитков, «Оку но хосомити», помог в деле канонизации Басё как «великого святого японской поэзии». Обожествление Басё соответствовало древним японским традициям и поэтому было принято обществом. Со времён Бусона такой подход продержался около ста лет. Лишь в конце XIX века впервые появились протесты против идеализации Басё.
Для поэтического творчества Бусона характерны утончённые по колориту стихи, несущие в себе отпечаток внутренних переживаний поэта. Отличительные особенности творчества Бусона — бытовая тематика и описательный тон, выраженные во многих, но, разумеется, далеко не во всех стихотворениях. Строгость образов и изысканность языка, наоборот, объединяют поэзию Бусона с классической поэзией Басё.
Благодаря стараниям Бусона и его друзей, поэзия хайкай обрела черты, ранее ей несвойственные: лиричность, созерцательность и романтичность. Сам же Бусон ввёл в хайкай тему любви, которая при Басё почти полностью исключалась. Если кратко суммировать отличие Басё от Бусона, можно сказать, что Басё стремился выразить мир, а Бусон — внутреннюю жизнь человека, переживания души. Стиль Бусона считается более чувственным и лирическим, чем стиль Басё, но родственен стилю Басё спонтанностью и стремлением к мгновенному озарению. Правда, эти особенности можно было бы воспринимать только при чтении гораздо большего количества стихотворений, чем то, которое переведено на русский язык. Переведённый корпус стихов Бусона мало чем отличается по духу и стилю от переведённого корпуса стихов Басё. Переводчики следуют определённой традиции, передавая классические черты японской поэзии, и поэтому избегают тех тем, которые были бы мало интересны современному читателю.

## Принцип удаления от вульгарного
Бусону принадлежит известный принцип «удаления от вульгарного». Это означало уход от снижающих образов, поэтики вульгарности в сторону природы и благородных чувств. При этом в принципе «удаления от вульгарного» сохранялась парадоксальность дзэн. Речь шла не об избегании вульгарного, а о его одухотворении. Сам Бусон говорил об этом так: "В хайкай ценнее всего, когда, к вульгарным словам прибегая, удаляешься от вульгарного. Самое трудное — соблюдать это правило, в том заключающееся, чтобы, от вульгарного удаляясь, к вульгарному же прибегать. Один дзэнский монах говорил: «Услышь хлопок одной ладони». Это и есть путь дзэн в хайкай, это и есть правило «удаления от вульгарного». Парадоксальность здесь состоит в том, что Бусон не собирается отказываться от лексики, которую Басё называл вульгарной, потому что воспринимает её употребление как естественный дух времени. Но Бусон говорит о том, что и эту лексику можно «наполнить» благородными и возвышенными чувствами. Суметь это сделать и есть, с точки зрения Бусона, быть естественным: возвышать свой дух, не идя при этом против духа своего времени.
Призыв к простоте поэзии может пониматься по-разному. Сторонники того подхода, который Бусон называл вульгарным, тоже считали свой стиль утверждением простоты и искренности чувств. Весь вопрос в том, что считать простотой: то, что мы говорим каждый день или то, что мы чувствуем в минуты вдохновения. Для Бусона это, несомненно, было второе. Подход своих оппонентов он считал не простотой, а упрощением, сведением реальности только к привычному и ежедневному. В современном понимании подход Бусона это примерно то же самое, что утверждение в искусстве многомерного мира. Сам же Бусон следовал китайскому трактату «Слово Цанлана о поэзии», написанному в XII веке. В этом трактате говорилось о борьбе с «пятью вульгарностями»: вульгарностью формы, смысла, строфы, знака и рифмы. Бусон также не раз цитировал предисловие китайского поэта Ли Бо к стихотворению «В весеннюю ночь пируем в саду, где персик и слива цветут»: «Мы продолжаем наслаждаться уединеньем нашим, и наша речь возвышенною стала и к отвлеченной чистоте теперь идёт… Но без изящного стиха в чём выразить прекрасную мечту?» Возвращение к поэтике прекрасного Бусон видел в опоре на лучшие традиции китайской классической поэзии.

## Бусон и религия

### Творчество Бусона и принципы дзэн
Как и стихи других мастеров хайку, творчество Бусона пронизано философией дзэн. Вне этой философии понять творчество Бусона невозможно. Это, прежде всего, единство противоположностей, выраженное в древней традиции единством инь и ян, а также известный принцип дзэн «жить настоящим», отдаваясь потоку событий, как волне, которая нёсёт пловца туда, куда нёсёт. Вот что в книге «Сутра листьев» писал об этом сам Бусон:
«В нашем мире никогда нельзя знать заранее, что хорошо, а что плохо, и хорош ли каретный фонарь или нет, кто может сказать?»
«Но, право, где грань между чистым и загрязнённым, светлым и темным, что хорошо, а что плохо? Разве не бывает так, что загрязнённое оказывается предпочтительнее чистого, а тёмное — предпочтительнее светлого?»
«Идущим по пути хайкай не следует упорно цепляться за каноны учителя. Меняясь вслед за мгновением, подчиняя себя мгновению, должно отдаваться внезапному порыву, не оглядываясь на прошлое и не обращая взора к будущему».

### Творчество Бусона и принципы синто
Синтоизм, с его стремлением к природной гармонии, тоже пронизывает творчество Бусона, как и дзэн. Сам Бусон в «Сутре на листьях» приводит образные примеры, раскрывающие принципы синто: «Тельце миномуси не сверкает переливчато, как у радужниц-тамамуси, голос не привлекает звонкостью, как у сверчков-судзумуси, и нечего им тревожиться о том, что станут добычей людей, подует северный ветер — качнутся они на юг, подует западный — на восток, со всем вокруг в согласии пребывают, и нечего им беспокоиться, что смоет их дождь или унёсет ветер. Как ни тонка ниточка, на которой они висят, она для них прочнее троса из многажды закаленного железа».
Нарушение принципов согласия с природой ведёт к потере чувства гармонии: «Вот человек вечно сидит дома, тяготясь мирскими делами, всё, что он когда-то задумал: „Вот это бы сделать!“ или „Вот бы было так!“, так и не осуществляется, и, в конце концов, дымки и туманы, цветы и птицы перестают подчиняться ему».

### Творчество Бусона и принципы буддизма
Обычно в качестве иллюстрации принципов буддизма в творчестве Бусона приводят знаменитое стихотворение Бусона:
«Явь или сон — трепетание зажатой в горсти бабочки ?»
Как отмечала Соколова-Делюсина[где?], в этом стихотворении два плана. Первый — это почти физическое ощущение трепета бабочки, бьющей крыльями. Читатель ощущает хрупкость, бренность бытия, как это и принято в буддизме. Но есть и второй план — знаменитая притча великого китайского философа Чжуан-цзы. В ней Чжуан-цзы рассказывает, что ему приснился сон, в котором он превратился в бабочку. Проснувшись, Чжуан-цзы не мог понять, то ли он — Чжуан-цзы, которому приснилась бабочка, то ли бабочка, которой приснился Чжуан-цзы.

## Бусон как художник
При жизни Бусон был более известен как художник, вместе с художником Икэ-но Тайга был одной из центральных фигур в школе «художников-интеллектуалов» (бундзинга), видевших свой идеал в китайской живописи. В 1771 году вместе с Икэ но Тайга (1723—1776) Бусон написал серию пейзажных листов по мотивам китайских поэтов «Дзюбэн дзюги» («Десять вещей, приносящих удобство, и десять вещей, приносящих удовольствие»). И до этого времени поэзия и живопись в японской традиции всегда были тесно связаны друг с другом. Это означает, что поэты очень часто были одновременно мастерами живописи. Но именно во времена, когда жил Бусон, живописный жанр хайга, тесно связанный с поэзией хайкай, достиг своего расцвета.
Хайга — это рисунок тушью с написанным на нём каллиграфической кисточкой хайку. Само слово хайга в буквальном переводе означает «хайку рисунка» или «живопись по мотивам хайку». «Хай» — это «стихотворение», «га» — «картина».
В живописи, как и в поэзии, Бусон был сторонником китайских принципов, высказанных в знаменитом трактате «Слово о живописи из Сада с горчичное зерно», написанного Цзоу И-гуй: « В живописи сторонись „шести духов“. Первый называют суци — дух вульгарности, подобный простоватой девице, густо нарумяненной; второй — это цзянци — дух ремесленничества, лишенный одухотворенного ритма; третий — хоци — „горячность кисти“, когда самый кончик её слишком явен в свитке; четвёртый — цаоци — небрежность — в искусстве мало изысканности, интеллекта; пятый — гуйгэци — дух женских покоев: кисть слабая, нет структурной силы; шестой называют цомоци — пренебрежение тушью»

## Живописность хайку Бусона
В поэзии Бусона его занятия живописью отражались прямо, потому что свои стихи Бусон сопровождал рисунками, и рукопись читалась и смотрелась совсем по-другому, не так, как воспринимаются стихи Бусона, напечатанные в европейской традиции по несколько стихотворений на одной странице без сопровождения рисунками. Отражалась профессия живописца и в характере многих образов, обладающих лаконичной, зримой выразительностью, свойственной мастерам хайга (согласно примерам, приведенным В. Марковой):
Вереницей гусей — строка, а ниже печать-луна над горой.
Муравей чётко вычерчен чёрным на белом пионе.
Далёкие горы такими кажутся маленькими из зелёных полей.
К западу лунный свет движется. Тени цветов идут на восток.

## Духовный идеал Бусона
Духовный идеал, который Бусон нашёл в китайской традиции, был не тем или иным творческим методом, а образом жизни. Это было стремление обрести свободу духа в мире искусства, как образец исполнения своего предназначения в земной жизни или, если говорить в духе не европейской, а японской традиции, в этом рождении. Бундзин жил свободно, нигде не служил, и занимался пятью искусствами: стихи, проза, каллиграфия, живопись и резание печатей. Друзья Бусона были одновременно учёными, философами и поэтами.
Сам по себе образ жизни, который с одинаковым основанием можно назвать и праздным, и духовным, не новость в японской традиции. Так жили многие в придворном кругу на протяжении всей истории аристократии. Ново то, что посвятить свою жизнь духовному решают люди, ограниченные в средствах. Это уже не стиль, присущий части аристократического, обеспеченного класса, а жертвенный и сознательный выбор. Бедность, а порой и откровенная нищета были постоянными спутниками большинства поэтов и художников круга Бусона. Бундзин жертвовал заработками, способными более-менее сносно обеспечить его и семью, ради того, чтобы посвятить всё своё время духовным ощущениям и радости постоянного созерцания.
Бедность ежедневного бытия и духовность ежедневных чувств и мыслей объединяли круг бундзин с монашеской традицией. Совершенно не случайно многие из бундзин в итоге и уходили в монахи, чтобы жить за счёт милостыни и подношений прихожан. В принципе им не трудно было сделать такой шаг, потому что они были прекрасно подготовлены к монашеской жизни предыдущими годами своей жизни. Бусон, обеспеченный в результате продаж своей живописи, мог себе позволить избежать монашеской жизни, но внутренне идеалы монашества были ему близки.

## Бусон о поэзии хайкай
Цитаты из прозы Ёса Бусона взяты из книги «Луна над горой», издательство «Кристалл», 1999 год.
«У художников есть понятие „уход от вульгарного“, вот оно: „В живописи, когда хочешь уйти от вульгарного, другого пути нет, кроме прилежного изучения книг. Тогда дух учёности, начитанности воспарит, дух же рыночный, вульгарный — исчезнет. Изучающие живопись должны быть чрезвычайно осмотрительны“. То есть, даже в живописи, если хочешь избежать вульгарного, должно отложить кисть и погрузиться в изучение книг. А разве ши и хайкай настолько далеки друг от друга?». Под книгами Бусон понимает здесь китайскую классическую поэзию. Речь идёт об умении видеть прекрасное в его благородном, вдохновенном и возвышенном духе, свободном от приземлённости чувств и вульгарности.
«В хайкай никто не открывает ни ворот, ни дверей, есть одни ворота, и имя им — хайкай. Вот и в учении о живописи говорится: „Творцы школы не открывают ворота, не устанавливают двери, ворота и двери сами собой возникают. Входи в любые“. Точно так же и в хайкай. Из всех потоков черпая, собираешь в единый сосуд, затем, извлёкши то, что тебе представляется пригодным, используешь сообразно обстоятельствам. И сам при этом в душе — удалось или нет? — рассудить должен, иного пути нет. Впрочем, и тогда, ежели не подберёшь себе друзей-единомышленников и не станешь постоянно сообщаться с ними, достичь желаемого будет весьма мудрёно». Здесь Бусон говорит о поэзии хайкай, как о поэзии, построенной на отклике слушателя-собеседника, о постоянном обмене впечатлениями, мыслями и чувствами с теми, кто живёт такой же внутренней жизнью.
«Итак, дорога, ведущая к хайкай, разветвляется на тысячи тропок — право, непросто отделить одну от другой нити кудели в скудно освещенной бедной хижине, и много здесь такого, что и не примешь сразу — непросто извлечь сети из моря в бурную погоду». Философия дзэн, которой здесь следует Бусон, подразумевает естественность любого плодотворного пути, а естественное движение нельзя запрограммировать ни волей, ни разумом. Поэтому каждый поэт хайкай приходит к хайкай своей дорогой, и эти дороги не похожи друг на друга.

## Философия Ёсы Бусона в образах
Вера Маркова писала, что в японской поэзии не приняты философские стихи, в которых идеи выражаются прямо, в терминах и категориях. Вместо этого появляются образы природы, в которых опытный читатель легко угадывает размышления о мире. Это характерно и для поэзии Бусона. Маркова приводит несколько примеров:
Ливень грозовой!
За траву чуть держится
Стайка воробьёв.
В образах попавших под грозу маленьких птиц проступает ощущение бренности мира, характерное для буддизма.
Провожая глазами
Облако в небе, с лапки на лапку
Переступает лягушка.
Лягушка и человек в традициях синтоизма — части единого мира, находящегося в постоянных изменениях. В синто нет границы между человеком и другими живыми существами, как, собственно, и всем существующим.
И там, и здесь
В шум водопада вслушивается
Молодая листва.
Если в европейской поэзии это был бы переносный образ, одушевление природы, в японской никакого одушевления и переносного значения в этих образах нет, потому что листья точно так же живут и слушают шум водопада, как и человек, только особым, им свойственным образом. Такое же единство жизни выражено и в следующем стихотворении:
В дверь моей хижины
Барсук постучится,
Вместе об осени погрустим.
Это не красивый образ, как принято в европейской поэзии, а буквальное выражение, потому что барсук — мифологическое существо, умеющее писать сутры. Это человек в новом рождении, и не просто человек, а мудрец.

## Проза Ёсы Бусона
В переводе Соколовой-Делюсиной на русском языке издана проза Бусона «Сутра на листьях» (издательство «Кристалл», 1999 год). Это поэтический дневник Бусона, написанный в жанре свободного повествования. Название своего произведения автор объясняет следующей историей: «В одном из храмов провинции Симоса, Гукэдзи, есть сутра, которую переписал барсук, употребив вместо бумаги сорванные с дерева листья. Её называют „Барсучьей сутрой“, и числится она среди самых редкостных реликвий
школы нэмбуцу».
Проза перемежается стихами Бусона, вызванными теми или иными обстоятельствами или переживаниями. В таком же духе писали свои поэтические дневники многочисленные предшественники Бусона, например, Басё. В европейской литературе такой жанр близок к эссе. Сюжетом такого повествования становится внутренняя жизнь автора, поэта и художника, следующего своему стремлению жить, наслаждаясь прекрасным и создавая прекрасное.
Соколова-Делюсина особо отмечает в своих комментариях лёгкий, словно прозрачный стиль Бусона, напоминающий такие же лаконичные и точные рисунки самого Бусона, уже как художника. Перо повествователя похоже на мастерские и быстрые прикосновения кисточки к бумаге, ни на одном сюжете автор не задерживается надолго, а его размышления подчинены законам чувств, а не стремлению увлечь читателя.
Быстрая смена событий в границах одного предложения — тоже характерная черта прозы Бусона, как, собственно, и проза других поэтов хайку, начиная с Басё. Вот примеры этого стиля:
«Вода бежит, облака застывают на месте, деревья стареют, птицы засыпают в их кронах, невозможно отрешиться от мыслей о прошлом. За изгородью кричат петухи и лают собаки, за воротами кружат тропы
дровосеков и пастухов».
«Вода и камни борются друг с другом, гребни, вскипающие на клокочущих волнах, то взлетают, словно снег, то клубятся, как тучи. Рёв потоков полнит горы и ущелья, и человеческие голоса теряются в нём».
«Лил дождь, дул неистовый ветер, ночь была непроглядно темна, поэтому, приподняв подолы платьев до
самых чресел и, заткнув их за пояс, мы с трудом бежали к югу по улице Муромати, а тут вдруг ещё налетел резкий порыв ветра, и наши ручные фонарики разом погасли. Ночь с каждой минутой становилась всё темнее, страшный дождь хлестал не переставая, словом, положение было отчаянное, хоть плачь».

## Идеал поэта у Бусона
В сборнике заметок «Сутра на листьях» Бусон размышляет о преодолении мирской суеты и пути к переживаниям прекрасного: «Люди бегут на стогны, прельщаясь мыслями о славе и выгоде, тонут в море страстей, истязают себя, о том забывая, что жизнь имеет пределы. И как мне, недостойному, вырваться из этих пыльных пределов мирской тщеты? „Вот и старый кончается год, а на мне дорожная шляпа и сандалии на ногах…“ Когда, притулившись где-нибудь в углу, я тихонько распеваю эти строки, необыкновенный покой нисходит в душу. „Вот если бы и я так мог!“ — вздыхаю почтительно, и такие минуты укрепляют дух не хуже, чем Великое Созерцание».
Соколова-Делюсина отмечает также созданные Бусоном образы мудрецов и поэтов-отшельников: «У Мацудайра, владельца замка Сиракава и правителя Ямато, был вассалом фехтовальщик по имени Акимото Гохэй. В чём-то не поладив со своим повелителем, он покинул службу, уехал из провинции, изменил имя на Суйгэцу, полюбил хайкай и стал бродить по четырём провинциям, останавливался то здесь, то там, сообщался с самыми влиятельными семействами, нигде подолгу не задерживался, уподобившись плавучей траве или перекати-поле, словом, полностью посвятил себя изящному». Жизнь Мацудайра, полностью изменившего свою жизнь, взявшего новое имя, превратившегося в странствующего поэта, думающего только о прекрасном — путь многих друзей Бусона и во многом, исключая постоянные странствия, путь его самого.
«Учитель Соа в те давние времена жил в Эдо на улице Кокутё, в бедном домике с видом на высокую колокольню, там он наслаждался уединением и покоем среди городской суеты, и там, белыми от инея ночами, когда он просыпался, разбуженный ударами колокола, и, одолеваемый старческой бессонницей, предавался печальным размышлениям, мы часто беседовали с ним о хайкай; когда же я заговаривал вдруг о каких-нибудь несообразностях этого мира, он неизменно закрывал уши и изображал старческое слабоумие. Да, это был истинно благородный старец».
«Краем уха я слышал, что в давние времена жил в здешнем монастыре достопочтенный монах по имени Тэссю, он построил себе в этом месте отдельную келью, довольствовался малым, сам стирая и сам готовя себе пищу, и редко какой гость нарушал его затворничество, но стоило ему услышать трёхстишие, созданное старцем Басё, как слезы навёртывались ему на глаза и он говорил, вздыхая: „О да, вот кто сумел отрешиться от забот этого мира и достичь пределов дзэн“».
Под стать этому идеалу и сам Бусон, когда он ведёт жизнь странствующего поэта: «Между тем, стечение некоторых обстоятельств принудило меня покинуть Эдо: я побывал у Ганто в местечке Юки, провинции Симоса, где денно и нощно забавлялся хайкай, затем присоединился к путешествующему по Цукуба Рюке и каждый день в новом месте занимался нанизыванием строф, скитался с Тамбоку по провинции Кодзукэ, каждый рассвет в новом месте встречая, бродил вдоль Сосновых островов — Мацусима, и прекрасные виды очищали мне душу, опускал голову на изголовье из трав в Сото-но хама и забывал о возвращении, размышляя о жемчужинах Хэпу… Дни текли один за другим, и так незаметно миновали три года, трижды ложился на землю иней, и звёзды трижды вершили свой путь в небесах».

## Переводы Бусона на русский язык
Бусон оставил потомкам богатое творческое наследие: живописные произведения, многочисленные хайку, эссе. Стихи Бусона переводились на русский язык такими мастерами, как К. Д. Бальмонт, Н. И. Фельдман, В. Н. Маркова, А. А. Долин, Т. Л. Соколова-Делюсина и другие. Поскольку некоторые из переводчиков Бусона (как, например, Бальмонт) не знали японского языка и пользовались только подстрочниками, оценить качество их переводов нельзя: можно только оценивать уровень собственного поэтического мастерства переводчиков и умение следовать духу японской традиции.
Что касается переводов востоковедов, то академик Н. И. Конрад отмечал, что они далеко не равноценны по качеству друг другу, ведь буквальный перевод любой поэзии невозможен, а иероглифы японской письменности имеют многозначный характер. Эти две объективные трудности определяют неизбежную произвольность переводческих трактовок: от следования буквальному смыслу речи до поэтической интерпретации достаточно свободного характера. Собственно, оценить направленность перевода можно было бы, если бы переводчик давал бы иероглифы с пояснением всего комплекса их значений, а после этого — свой перевод. Тогда читатель мог бы составить своё мнение о переводе хайку. Но, к сожалению, это не принято. Остаётся лишь следовать своему собственному вкусу, пишет Конрад, выбирая из разных переводов одних и тех же хайку те, которые нравятся больше других.
Наиболее художественными, с точки зрения выразительности, считаются переводы Бусона Соколовой-Делюсиной и Марковой, наиболее точными с точки зрения буквальной передачи содержания, но в значительной степени лишёнными в результате этого образности и поэтической силы — переводы Долина и других авторов. Даже между переводами Марковой и Соколовой-Делюсиной уже есть существенная разница, заметная специалистам. Эта разница выражена в гораздо большем количестве прилагательных (в переводах Марковой) и эмоциональных высказываниях. Прилагательные всегда в европейских языках придают тексту образность и выразительность, но, как таковые, отсутствуют в иероглифической письменности. Их выбор — исключительно дело переводчика, свидетельство его личного ощущения художественной наполненности хайку Бусона.
О переводах Бусона на русский язык Вера Маркова писала: «В известных переводах Бусона в виде несомненных поэтических шедевров представлены всего лишь несколько десятков трёхстиший. Остальные не представляют интереса для любителей поэзии. Множество переводов трёхстиший Бусона вызывают в читателе недоумение и растерянность. Они лишены поэтической образности, глубины и завершённости и похожи на обычные бытовые высказывания, выраженные в форме трёхстиший. Не зная оригинала, невозможно понять, в чём тут дело: так ли писал Бусон на самом деле, или сказался недостаточный талант переводчика. Зная тот факт, что поэты хокку оставляли после себя огромное число трёхстиший, можно предположить, что Бусон действительно так писал. Не случайно даже про Басё в двадцатом веке стали говорить, что девяносто процентов им написанного не представляют никакого интереса для искусства. Но, с другой стороны, видя, насколько по-разному выглядят переводы одних и тех же стихов Бусона у разных переводчиков, можно предположить и то, что очень многое зависит от таланта переводчика. Правда, даже если всё дело в таланте переводчика, всё равно остаётся неясным, что в таком случае происходит: талантливо переведено талантливое трёхстишие или ничем не примечательному трёхстишию талант переводчика придал поэтическую силу».